# Krabojadek ziemnowodny
Krabojadek ziemnowodny (Ichthyomys pittieri) – gatunek ssaka z podrodziny bawełniaków (Sigmodontinae) w obrębie rodziny chomikowatych (Cricetidae).

## Zasięg występowania
Krabojadek ziemnowodny występuje endemicznie w rozproszonych stanowiskach w zachodniej części Cordillera de la Costa, w północnej Wenezueli.

## Taksonomia
Gatunek po raz pierwszy zgodnie z zasadami nazewnictwa binominalnego opisali w 1963 roku amerykański teriolog Charles O. Handley i wenezuelski zoolog Edgardo Mondolfi nadając mu nazwę Ichthyomys pittieri. Holotyp pochodził z pobliża górnego biegu rzeki Limón, w Parku Narodowym Henri Pittier w Wenezueli.
Autorzy Illustrated Checklist of the Mammals of the World uznają ten takson za gatunek monotypowy.

### Etymologia
- Ichthyomys: gr. ιχθυς ikhthus „ryba”; μυς mus, μυος muos „mysz”[7].
- pittieri: Henri Francois Pittier lub Henri Francois Pittier Dormond (1857–1950), szwajcarski botanik, geograf, inżynier budownictwa i wszechstronny przyrodnik[8].

## Morfologia
Długość ciała (bez ogona) 95–175 mm, długość ogona 80–145 mm, długość ucha 6–12 mm, długość tylnej stopy 23–30 mm; masa ciała samic 38–147 g. Wszystkie krabojadki mają brązowe futro grzbietu i biały lub srebrzysty spód ciała. Krabojadek ziemnowodny ma ogon wyraźnie krótszy niż długość ciała z głową, wyróżniają go także mniejsze niż u innych gatunków rodzaju górne zęby trzonowe. Kariotyp tych gryzoni obejmuje 46 par chromosomów (2n=92, FN=94).

## Tryb życia
Krabojadek ziemnowodny jest spotykany od wysokości 700 do 1750 m n.p.m.. Gryzoń ten występuje w wysokich lasach deszczowych i lasach mglistych. Prowadzi ziemnowodny, nocny tryb życia. Żywi się krabami i innymi bezkręgowcami wodnymi. W niewoli jedzą różne wodne zwierzęta, ale preferują kraby z rodziny Pseudothelphusidae.

## Populacja
Krabojadek ziemnowodny nie jest rzadki tam, gdzie pozostało sprzyjające mu środowisko, ale trudno go schwytać. Jego liczebność maleje. W zachodniej części zasięgu traci środowisko ze względu na wycinkę drzew pod pastwiska, zagrożeniem dla niego jest także skażenie wód. Występuje w kilku obszarach chronionych. Międzynarodowa Unia Ochrony Przyrody uznaje krabojadka ziemnowodnego za gatunek narażony na wyginięcie.